# Lasithi
Lasithi (græsk: Λασίθι) er den østligste regionale enhed på øen Kreta, og ligger øst for Heraklion. Dets hovedstad er Agios Nikolaos, de andre større byer er Ierapetra, Sitia og Neapoli. Bjergene omfatter Dikti i vest og Thrypti i øst. Kretensiske Hav ligger mod nord og det Libyske hav mod syd.
Øst for landsbyen Elounda ligger øen Spinalonga, der tidligere var en venetiansk fæstning og en spedalskhedskoloni. Ved foden af Dikti-bjerget ligger Lasithi-plateauet, der er berømt for sine vindmøller. Vai er kendt for sin dadelpalmeskov .
Med sine strande og det milde klima året rundt tiltrækker Lasithi mange turister. Masseturismen koncentrerer sig om steder som Vai, Agios Nikolaos og øen Chrissi. Mere off-beat turisme kan findes i landsbyer på sydkysten som Myrtos, Makrys Gialos eller Makrigialos, Xerokambos og Koutsouras .
Lasithi er hjemsted for en række oltidsfund. Ved Vasiliki, Fournou Korifi, Pyrgos, Zakros og Gournia er der ruiner fra minoisk tid, Lato og Itanos var doriske byer.

## Administration
Den regionale enhed Lasithi er opdelt i fire kommuner. Disse er (nummer relaterer til kortet i infoboksen): 
- Agios Nikolaos (1)
- Ierapetra (2)
- Oropedio Lasithiou (3)
- Siteia (4)

### Præfektur
Som en del af Kallikratis -regeringsreformen i 2011 blev den regionale enhed Lasithi oprettet ud fra det tidligere præfektur Lasithi (græsk: Νομός Λασιθίου), som blev oprettet, mens Kreta stadig var en autonom stat og blev bevaret, efter at øen sluttede sig til Grækenland i 1913. Præfekturet havde stort set samme udstrækning som den nuværende regionale enhed, undtagen Viannos-området, der tidligere hørte til Lasithi, men blev annekteret til Heraklion-præfekturet i 1932. Samtidig blev kommunerne omorganiseret i henhold til nedenstående tabel.
| Ny kommune         | Gamle kommuner     | Sæde           |
| ------------------ | ------------------ | -------------- |
| Agios Nikolaos     | Agios Nikolaos     | Agios Nikolaos |
| Agios Nikolaos     | Vrachasi           | Agios Nikolaos |
| Agios Nikolaos     | Neapoli            | Agios Nikolaos |
| Ierapetra          | Ierapetra          | Ierapetra      |
| Ierapetra          | Makry Gialos       | Ierapetra      |
| Oropedio Lasithiou | Oropedio Lasithiou | Tzermiado      |
| Siteia             | Siteia             | Siteia         |
| Siteia             | Itanos             | Siteia         |
| Siteia             | Lefki              | Siteia         |